# Campeonato Maranhense de Futebol de 1977
O Campeonato Maranhense de Futebol de 1977 foi a 56º edição da divisão principal do campeonato estadual do Maranhão. O campeão foi o Moto Club que conquistou seu 15º título na história da competição. O artilheiro do campeonato foi Paulo César, jogador do Moto Club, com 22 gols marcados.

## Premiação
| Campeonato Maranhense de 1977  |
| São Luís                       |
| ------------------------------ |
| Moto Club Campeão (15º título) |